# 小田原北條五代祭り

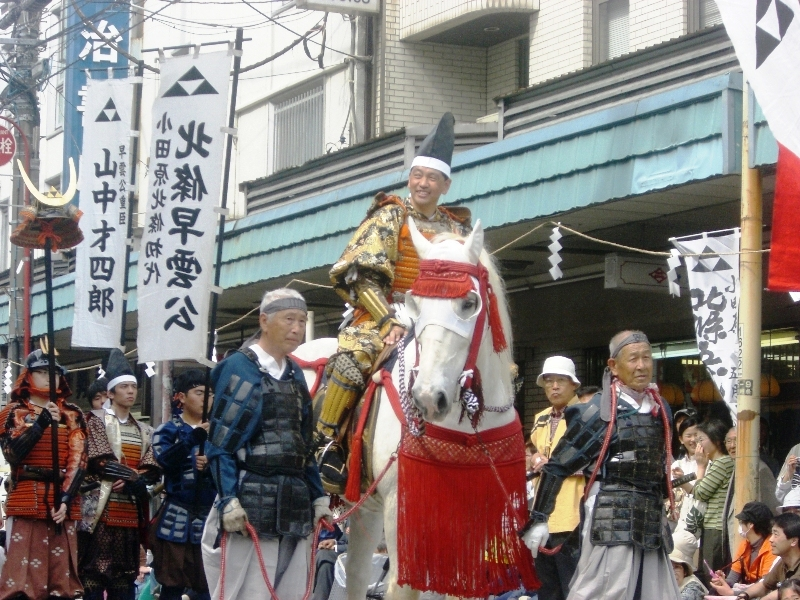
北條早雲役の市長（2009年）

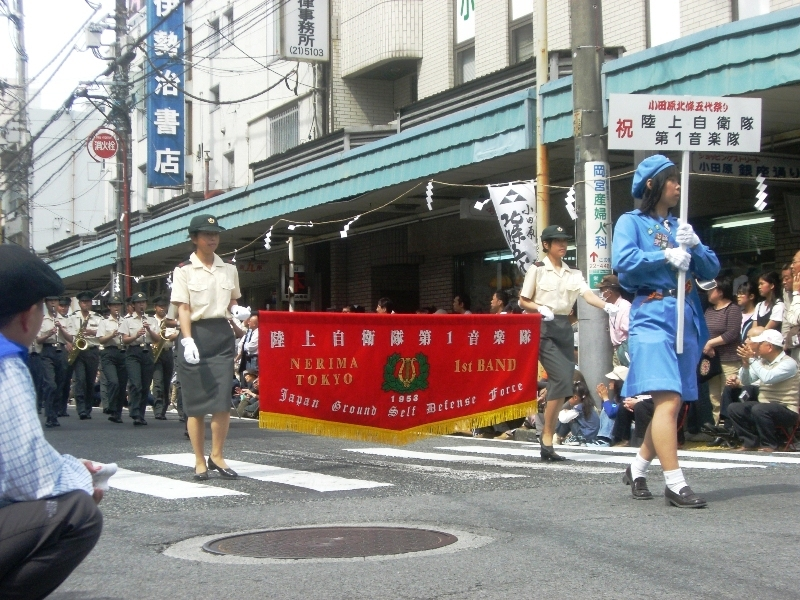
演奏する陸上自衛隊の音楽隊（2009年）

小田原北條五代祭り（おだわらほうじょうごだいまつり）は、神奈川県小田原市の最大のイベント。 「北條五代祭り」と呼ばれ、略字の「北条」で表記されることが多いが、「北條」表記が正しく、また、祭りと称しているが、神事ではなく観光行事。武者行列、パレードと呼称されることが多い。
同時に開催される松原神社、大稲荷神社、山王神社、居神神社の例大祭（松原神社例大祭）は、それまで別々の日に行われていたが、観光客誘致や警備の効率化のために、北條五代祭りに合わせて行われるようになった。これら4社の本社神輿に加えて、下府中富士見連合から選出される神社神輿が、パレードの武者隊最後尾で渡御される。

## 概要
戦国時代に小田原城を拠点とし、5代にわたってその栄華を極めた戦国大名・後北条氏を称え偲ぶ祭り。2024（令和6年）に第60回を迎えた。
主に5代城主を模した武者行列、地元の高校、陸上自衛隊音楽隊などのパレード隊など総勢2000人をあげて行われている。北条氏の家紋である三つ鱗を染め上げたのぼり旗を掲げたり、鉄砲隊による砲撃など、迫力のある祭りが展開される。
祭りの最中は、商店街のアーケードの下に多くの見物人による行列が出来、地元ケーブルテレビやYouTubeなどで中継される。
5月4日から5日は小田原市内中心部は上述のように各社の山車・神輿の運行を小田原市観光協会はポスターやインターネットで告知はしているが、小田原駅周辺は渋滞するために通り抜けようとする車両は注意が必要である。

## パレード隊列構成
※第51回（2015年）の構成。
1. 吹奏楽隊
  - 小田原市内の小中高校吹奏楽部
2. 先導役 音楽隊
  - 陸上自衛隊 第1音楽隊
  - ボーイスカウト、ガールスカウト
  - 川崎市消防音楽隊
3. 武者隊 先駆け軍団
  - 忍者風魔小太郎隊
  - 忍者風魔不二丸隊
  - 少年少女武者隊
  - 手づくり甲冑隊
4. 武者隊 北条軍団
  - 初代北条早雲隊

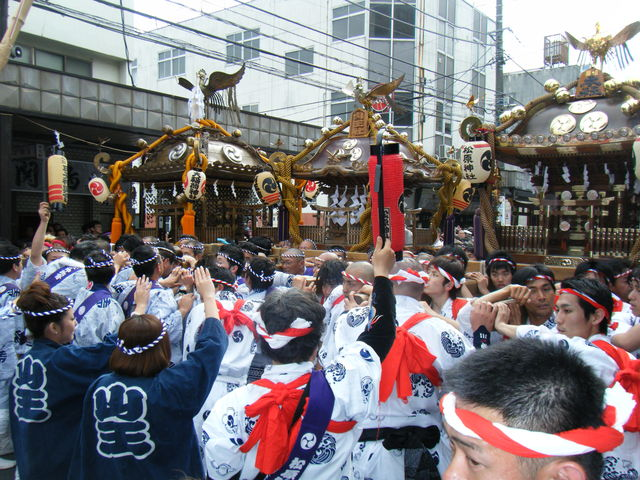
神輿隊（2009年）

    - 北条早雲公（阿藤快（小田原ふるさと大使））
    - 早雲重臣団（小田原市議会議員団）

  - 二代北条氏綱隊
    - 北条氏綱公（外国人公募）
    - 玉縄城主 北条氏時隊
    - 幻庵 北条長綱隊

  - 三代北条氏康隊
    - 北条氏康公（全国公募）
    - 川越城主 北条氏時隊
    - 津久井城主 内藤康行隊
    - 北条五代姫隊
      - 女武者隊
      - 北条氏直正室 督姫（徳川家康娘）
      - 北条氏政正室 黄梅院（武田信玄娘）
      - 北条氏康正室 瑞渓院（今川氏親娘）

  - 四代北条氏政隊
    - 北条氏政公（自治会）
    - 八王子城主 北条氏照隊
    - 鉢形城主 北条氏邦隊

  - 五代北条氏直隊
    - 北条氏直公（全国公募）
    - 韮山城主 北条氏規隊
5. まち衆隊
  - 小田原ばやし
  - 鳶行列
  - みこし